# Henry John Kaiser
 (septembre 2024).
Pour les articles homonymes, voir Henry Kaiser et Kaiser.
Henry John Kaiser  (9 mai 1882 - 24 août 1967) est un industriel américain  de la construction navale et de l'automobile
Pendant la Seconde Guerre mondiale, il applique à la construction navale les techniques de la préfabrication. Sous sa houlette, 16 chantiers navals répartis sur les côtes des États-Unis construisent puis assemblent par soudage des centaines de Liberty ships. La production moyenne par chantier est d’un bateau mis à l’eau tous les 12 jours.
Il était le propriétaire du chantier naval ayant construit le SS Robert E. Peary, un Liberty ship.
La méthode Kaiser s'est développée grâce à lui. C'est une méthode de gestion participative dans les entreprises modernes. Elle est de plus en plus appliquée aujourd'hui dans les nouvelles méthodes de gestion.